# 朱觉凤
朱觉凤（1964年5月5日—），中国女子手球运动员。她在1984年洛杉矶夏季奥林匹克运动会中，参加了女子手球比赛并获得铜牌。在比赛期间她一共射入十球。